# Bohuskusten
Bohuskusten är den norra delen av den svenska västkusten, från Svinesund till Öckerö i Bohuslän. Bohuskusten är känd för sin skönhet, salta bad, kala klippor och många soltimmar. Det går till och med att hitta korallrev här. Största tätorten i kustområdet är Uddevalla, längst in i Byfjorden, om man inte räknar de delar av Göteborg som ligger inom Bohuslän. 
På 1800-talet började turismen i Bohuslän. De förmögna stadsborna kom till de pittoreska fiskesamhällena längs bohuskusten för salta bad och tångbad. Segling, fiske, Bohusleden, hällristningar och mycket mer lockar bohuskustbesökaren nuförtiden. 
Bohuskusten är den kuststräcka i Sverige som är mest utsatt för marint skräp. Där flyter varje år cirka 8 000 kubikmeter (100-tals ton) iland på stränderna vilket enligt lokala politiker hotar både miljön och turismen.

## Kommuner längs bohuskusten
| - Lysekil - Kungälv - Munkedal - Orust - Sotenäs - Stenungsund - Strömstad - Tanum - Tjörn - Uddevalla - Öckerö |